# Fear of Flying (album)
Fear of Flying è il secondo album in studio della cantante statunitense Mýa, pubblicato il 25 aprile 2000 dalla Interscope Records.

## Tracce
1. Turn It Up (Intro) – 1:22
2. Case of the Ex – 3:56 (Christopher Stewart, Traci Hale, Thabiso "Tab" Nkhereanyne)
3. Ride & Shake – 4:00 (Anthony Dent, Tamara Savage)
4. That's Why I Wanna Fight – 4:35 (Rodney Jerkins, LaShawn Daniels, Fred Jerkins III)
5. Pussycats – 4:21 (Mya Harrison, Wyclef Jean, Jerry Duplessis, Jimmy Cozier)
6. The Best of Me (feat. Jadakiss) – 4:12 (Mya Harrison, Kasseem Dean, Jimmy Cozier, Teron Beal, Jason Phillips, Mashonda Tifrere)
7. Lie Detector (feat. Beenie Man) – 4:21 (Mya Harrison, Wyclef Jean, Jerry Duplessis, Moses Davis)
8. How You Gonna Tell Me – 3:35 (Kevin Briggs, Kandi Burruss, Mya Harrison)
9. Grandma Says (feat. Chris Thomas & Nonchalant) (Skit) – 0:48
10. Takin' Me Over (feat. Left Eye) – 3:55 (Mya Harrison, James Gass, Robin Thicke, Robert Daniels, Lisa Lopes)
11. Now or Never – 3:50 (James Gass, Robin Thicke, Robert Daniels, Bobby Keyes)
12. Fear of Flying – 4:24 (Jerome Foster, Joe Davi, Teron Beal, Derrick Thompson)
13. Flying (Interude) – 0:52 (Mya Harrison)
14. Can't Believe – 4:16 (Carsten Schack, Kenneth Karlin, Channette Higgens, Channoah Higgens)
15. No Tears on My Pillow – 4:02 (Mya Harrison, Robin Thicke)
16. For the First Time – 4:20 (Mya Harrison, Darryl Pearson)
17. Man in My Life – 4:32 (Rod Temperton)
18. Get Over (Outro) – 2:27 (Mya Harrison)

Tracce della riedizione nordamericana
1. Turn It Up (Intro) – 1:22
2. Case of the Ex – 3:56 (Christopher Stewart, Traci Hale, Thabiso "Tab" Nkhereanyne)
3. Free – 5:21 (Mya Harrison, James Harris III, Terry Lewis, Alex Richbourg, Tony Tolbert)
4. Pussycats – 4:21 (Mya Harrison, Wyclef Jean, Jerry Duplessis, Jimmy Cozier)
5. Again & Again – 3:29 (Anders Bagge, Laila Bagge, Alistair Tennant, Wayne Hector, Claudia Ogalde, Mya Harrison)
6. How You Gonna Tell Me – 3:35 (Kevin Briggs, Kandi Burruss, Mya Harrison)
7. Grandma Says (feat. Chris Thomas & Nonchalant) (Skit) – 0:48
8. Takin' Me Over (feat. Left Eye) – 3:55 (Mya Harrison, James Gass, Robin Thicke, Robert Daniels, Lisa Lopes)
9. The Best of Me (feat. Jadakiss) – 4:12 (Mya Harrison, Kasseem Dean, Jimmy Cozier, Teron Beal, Jason Phillips, Mashonda Tifrere)
10. Lie Detector (feat. Beenie Man) – 4:21 (Mya Harrison, Wyclef Jean, Jerry Duplessis, Moses Davis)
11. Fear of Flying – 4:24 (Jerome Foster, Joe Davi, Teron Beal, Derrick Thompson)
12. Flying (Interude) – 0:52 (Mya Harrison)
13. Now or Never – 3:50 (James Gass, Robin Thicke, Robert Daniels, Bobby Keyes)
14. Man in My Life – 4:32 (Rod Temperton)
15. Can't Believe – 4:16 (Carsten Schack, Kenneth Karlin, Channette Higgens, Channoah Higgens)
16. That's Why I Wanna Fight – 4:35 (Rodney Jerkins, LaShawn Daniels, Fred Jerkins III)
17. Ride & Shake – 4:00 (Anthony Dent, Tamara Savage)
18. Get Over (Outro) – 2:27 (Mya Harrison)

Tracce aggiunte nella riedizione internazionale
1. No Tears on My Pillow – 4:02 (Mya Harrison, Robin Thicke)
2. Get Over (Outro) – 2:27 (Mya Harrison)

Tracce aggiunte nella riedizione inglese
1. Whatever Chick – 4:18 (Mya Harrison, Damon Elliott)
2. Case of the Ex (Sovereign Remix) – 5:42 (Christopher Stewart, Traci Hale, Thabiso "Tab" Nkhereanyne)
3. Get Over (Outro) – 2:27 (Mya Harrison)

Edizione 20th Anniversary
1. No Tears on My Pillow – 4:02 (Mya Harrison, Robin Thicke)
2. For the First Time – 4:20 (Mya Harrison, Darryl Pearson)
3. Whatever Chick – 4:18 (Mya Harrison, Damon Elliott)
4. Case of the Ex (Sovereign Remix) – 5:42 (Christopher Stewart, Traci Hale, Thabiso "Tab" Nkhereanyne)
5. Case of the Ex (O.M.O 2-Step Mix) – 3:22 (Christopher Stewart, Traci Hale, Thabiso "Tab" Nkhereanyne)
6. Case of the Ex (Mya Remix) – 3:28 (Christopher Stewart, Traci Hale, Thabiso "Tab" Nkhereanyne)
7. Free (Milk & Sugar Club Mix) – 7:38 (Mya Harrison, James Harris III, Terry Lewis, Alex Richbourg, Tony Tolbert)
8. Free (Milk & Sugar Club Mix Instrumental) – 7:38 (Mya Harrison, James Harris III, Terry Lewis, Alex Richbourg, Tony Tolbert)
9. Free (Howard & Cross Version) – 3:14 (Mya Harrison, James Harris III, Terry Lewis, Alex Richbourg, Tony Tolbert)
10. Free (X Men Vocal Mix) – 4:20 (Mya Harrison, James Harris III, Terry Lewis, Alex Richbourg, Tony Tolbert)
11. Free (Ricco) – 4:12 (Mya Harrison, James Harris III, Terry Lewis, Alex Richbourg, Tony Tolbert)
12. The Best of Me (Fernando Garibay Radio Mix) – 3:26 (Mya Harrison, Kasseem Dean, Jimmy Cozier, Teron Beal, Jason Phillips, Mashonda Tifrere)
13. The Best of Me (Fernando Garibay Club Mix) – 5:49 (Mya Harrison, Kasseem Dean, Jimmy Cozier, Teron Beal, Jason Phillips, Mashonda Tifrere)

## Successo commerciale
Fear of Flying ha esordito al 14º posto della Billboard 200 con 72 000 copie vendute, segnando il suo primo ingresso nella top 20 della classifica statunitense. L'album è rimasto 52 settimane in classifica ed è certificato disco di platino.

## Classifiche

### Classifiche settimanali
| Classifica (2000-01) | Posizione massima |
| -------------------- | ----------------- |
| Australia            | 28                |
| Francia              | 102               |
| Germania             | 52                |
| Nuova Zelanda        | 39                |
| Regno Unito          | 81                |
| Stati Uniti          | 15                |
| Svizzera             | 33                |

### Classifiche di fine anno
| Classifica (2000) | Posizione |
| ----------------- | --------- |
| Stati Uniti       | 144       |
| Classifica (2001) | Posizione |
| Stati Uniti       | 178       |